# Герцог Мальборський
Герцог Мальборський (англ. Duke of Marlborough — перський титул в Англії, що спирається на маєток у Мальборо (Вілтшир). Першим власником титулу був Джон Черчилль (1650—1722), видатний англійський генерал. Отримав титул 1702 року. Також — герцог Марльборський.

## Список
- Джон Черчилль (1650—1722)

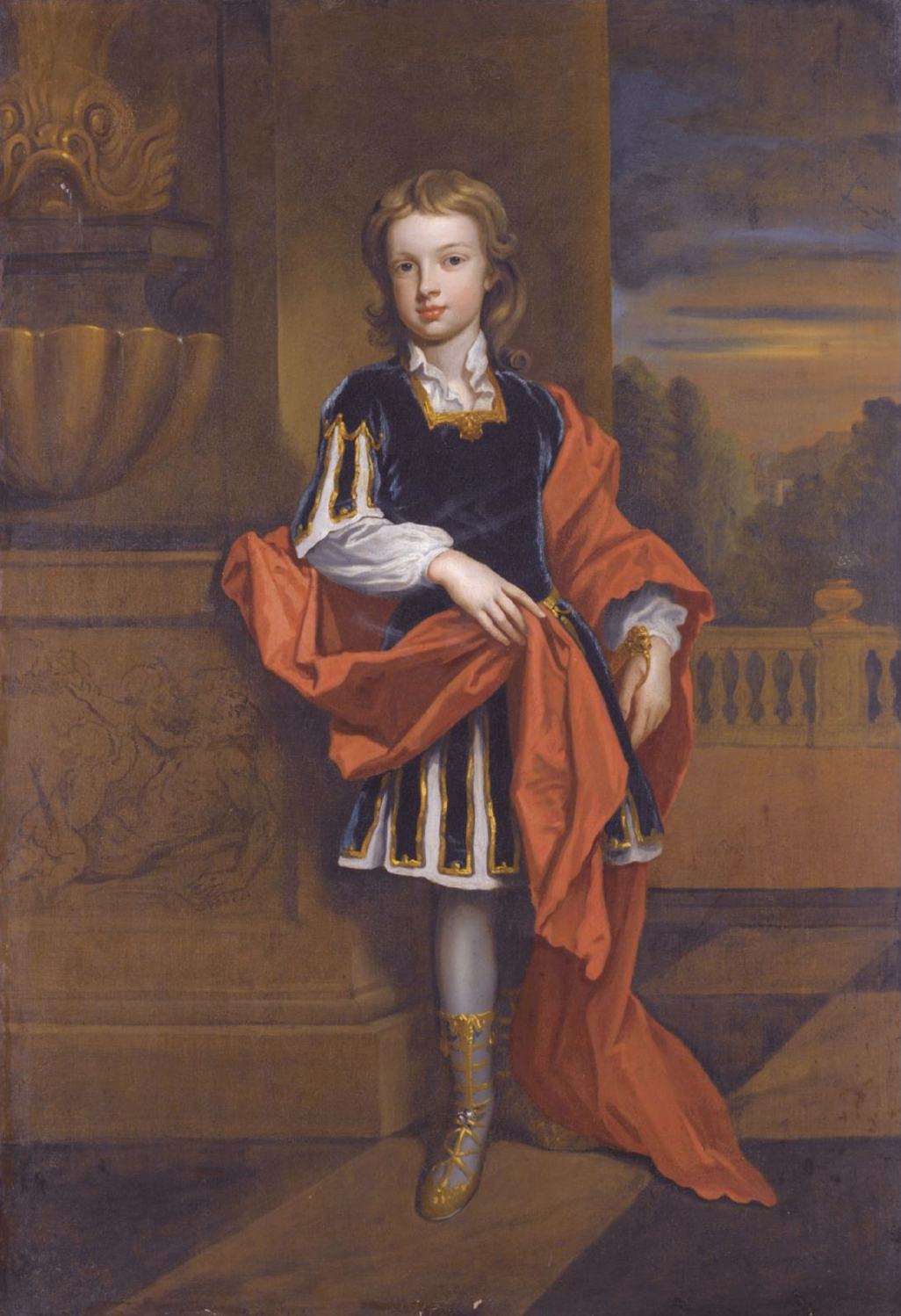
Джон Черчилль, маркіз Блендфорд (1686—1703)

- Джон Черчилль, маркіз Блендфорд (1686—1703), старший син першого герцога, помер неодруженим
- Енн Спенсер, графиня Сандерленд (1683—1716), друга дочка першого герцога

- Генріетта Годольфін, 2-га герцогиня Мальборо (1681—1733), старша дочка першого герцога

- Вільям Годольфін, маркіз Блендфорд (1700—1731), старший син другої герцогині

- Чарльз Спенсер, 3-й герцог Мальборо (1706—1758), третій син леді Сандерленд
- Джордж Спенсер, 4-й герцог Мальборо (1739—1817), старший син попереднього
- Джордж Спенсер-Черчилль, 5-й герцог Мальборо (1766—1840), старший син попереднього
- Джордж Спенсер-Черчилль, 6-й герцог Мальборо (1793—1857), старший син попереднього
- Джон Вінстон Спенсер-Черчилль, 7-й герцог Мальборо (1822—1883), старший син попереднього, дід Вінстона Черчилля
- Джордж Чарльз Спенсер-Черчилль, 8-й герцог Мальборо (1844—1892), старший син попереднього
- Чарльз Річард Джон Спенсер-Черчилль, 9-й герцог Мальборо (1871—1934), єдиний син попереднього
- Джон Альберт Вільям Спенсер-Черчилль, 10-й герцог Мальборо (1897—1972), старший син попереднього
- Джон Джордж Вандербіт Генрі Спенсер-Черчилль, 11-й герцог Мальборо (1926-2011), старший син попереднього
- Чарльз Джеймс Спенсер-Черчилль, 12-й герцог Мальборо (нар.1956), старший син попереднього (з тих, що вижили)

спадкоємцем є Джордж Джон Годольфін Спенсер-Черчилль, маркіз Блендфорд (нар.1992р.)